# Lutz Hoff
Lutz Hoff (* 11. April 1951 in Berlin-Kreuzberg als Lutz Hoffmann) ist ein deutscher Moderator, Kabarettist und Autor.  Er moderierte unter anderem von 1984 bis 1997 die Spielshow „Schätzen Sie mal“, von 1984 bis 1991 im Fernsehen der DDR und ab 1991 bis 1997 im MDR.

## Leben
Lutz Hoff studierte ab 1969 an der TH „Otto von Guericke“ in Magdeburg und schloss 1972 das Studium als Dipl.-Ing. für Technologie der metallverarbeitenden Industrie ab. Ab 1973 arbeitete er im Kombinat „Elektro-Apparate-Werke“ Berlin-Treptow. Schon damals moderierte er in seiner Freizeit im Volkskunstensemble des Betriebes. Parallel stand er auch als Amateur-Conférencier mit Helga Hahnemann, Heinz Rennhack und Dagmar Frederic auf Bühnen der Unterhaltungskunst.
Im März 1984 übernahm Lutz Hoff die DDR-Fernsehsendung „Schätzen Sie mal“ von Moderator Jürgen Marten ab der 52. Folge. Das war sein erfolgreiches TV-Debüt im Abendprogramm. Ende 1984 gab er seine Ingenieurtätigkeit auf und ist seitdem als freiberuflicher Künstler tätig.
Die Sendung „Schätzen Sie mal“ ist eine der wenigen DDR-Fernsehshows, die die DDR überlebt haben. Die Sendung wurde 1991 vom MDR übernommen und erst 1997 mit der 111. Folge beendet. Damit gilt sie als die am längsten gelaufene Quizshow im deutschen Fernsehen. Sie lief insgesamt 23 Jahre.
Im Anschluss daran startete Lutz Hoff mit „Woll'n wir's HOFFen“ und „So’n Ding“ neue erfolgreiche MDR – Fernsehshows. Im Jahr 2000 war er erstmals zugleich Redakteur und Moderator bei der „MDR-Bescherung“ am 24. Dezember 2000.
Später wurde er auch Autor für die Sendung „Alles Gute“ von und mit Petra Kusch-Lück und ging mit der „Helga-Hahnemann-Revival-Show“ auf Tournee, moderiert Galas, Fußballshows und konzipiert weitere TV-Unterhaltungssendungen.
Im September 2007 veröffentlichte er sein Buch „Ach so ist das!?“ und entwickelte daraus sein erstes eigenes Kabarettprogramm. Seitdem tourt er als Moderator und Solokabarettist mit mehreren Programmen und verschiedenen Gesprächsrunden. Mit der Berliner Illustratorin Antje Püpke veröffentlichte Lutz Hoff im Januar 2020 das Kolumnen-Buch „Tierisch unartig“.
Lutz Hoff hat zwei Söhne aus erster Ehe und vier Enkeltöchter. Im Jahr 2016 hat er zum dritten Mal geheiratet und lebt mit seiner Ehefrau Irina in Berlin.

## TV-Bilanz
- 1984–1997 „Schätzen Sie mal“ (60 Folgen, Fernsehen der DDR, ORB, MDR)
- 1987–1997 „Tele-Lotto“ (10 Folgen, Fernsehen der DDR)
- 1991 „Hätten Sie’s gewusst?“ (6 Folgen, Juli – Sept. 1991, Fernsehen der DDR)
- 1992 „Hoff’s 7 Buchstaben“ (MDR)
- 1992 „Meine Show“ – Außenstelle (3 Folgen, MDR)
- 1992–1994 „MißDeutung Retour“ (84 Folgen, MDR)
- 1995 „Anruf genügt“ (11 Folgen, Feb.–Dez. 1995, MDR)
- 1996–2000 „So’n Ding“ (40 Folgen, MDR)
- 1998 „Woll’n wir’s HOFFen“ (17. April und 23. Oktober 1998, MDR)
- 1999–2000 „Was wird denn hier gespielt?“ (29. Oktober 1999 MDR / 4. Juni 2000 B1)
- 2000 „Die MDR-Bescherung“ (am 24. Dezember 2000, MDR)

Teilmitwirkungen
- 2005 „Quizgeschichten“ (9. April 2005, RBB)
- 2008 „Helga Hahnemann-Abend“ (5. Juli 2008, RBB)
- 2008 „Spaß ist für alle da!“ (31. Dezember 2008, MDR)

als Autor für den MDR
- 2001 „Minolpirol trifft Klementine“ (31. Oktober 2001 um 20:15 Uhr, MDR)
- 2001–2005 „Alles Gute“ mit Petra Kusch-Lück (43 Folgen, MDR)

Lutz Hoff zu Gast
- 1991 „Nur keine Hemmungen“ (ARD)
- 1992 „Wenn schon, denn schon“ (MDR)
- 1997 „Hier ab vier“ (MDR)
- 1998 „Alles Gute“ (MDR)
- 1999 „Tele-Bingo“ (MDR)
- 1999 „Dabei ab zwei“ (MDR)
- 1999 „Sachsen-Anhalt-Spezial“ (MDR)
- 2000 „MDR um 12“ (MDR)
- 2003/04 „Tele-Bingo“ (MDR)
- 2015 „Wiedersehen macht Freude“ (MDR)[4]
- 2017 „Legenden – Ein Abend für Helga Hahnemann“ (MDR)[5]
- 2019 „Abschied ist ein leises Wort“ (MDR)

## Literarische Werke
- Lutz Hoff: „Ach so ist das?! Neunmalkluge Plaudereien“, Eulenspiegel-Verlag, 2007, ISBN 978-3-359-01685-4[6]
- Lutz Hoff. Antje Püpke. „Tierisch unartig“, 1.  Auflage 2020[7]